# Джейн Мур
Джейн Мур (на английски: Jane Moore) е английска журналистка, телевизионна водеща и писателка на произведения в жанра чиклит.

## Биография и творчество
Джейн Уенди Мур е родена на 17 май 1962 г. в Оксфорд, Оксфордшър, Англия, в семейството на Джон и Патриша Мур. Баща ѝ е професор по математика в Оксфордския университет, а майка ѝ е учителка. Учи в гимназията за момичета в Уорчестър, когато родителите ѝ се развеждат.
Следва журналистика в Института за висше образование в Кардиф. След дипломирането си се обучава като стажант-репортер в „Solihull News“ в периода 1981 – 1983 г., а в периода 1983 – 1986 г. е новинарски репортер в „Birmingham Mail“ и „Birmingham Post“. В периода 1986.1987 г. е репортер на свободна практика за вестник „The Sun“, а от 1995 г. е колумнист за вестника. В периода 1987 – 1988 г. е журналист на свободна практика за „Thames News“, в периода 1988 – 1990 г. е кралски кореспондент и редактор на новини и филми за „Тудей“, в периода 1993 – 1995 г. е редактор в „Mirror“, а от 2000 г. пише за „Sunday Times“.
Става известна като участничка в дневното предаване на ITV „Loose Women“ в периода 1999 – 2002 г. През 2002 г. се премества в Би Би Си и редовно участва в програмите „Време за въпроси“ (2002 – 12), „Шоуто на Андрю Мар“ (2005 – ), „Тази седмица“ (2003 – 2015), „BBC закуска“, и др. Заедно с работата си пише романи.
Първият ѝ роман „Fourplay“ е издаден през 2001 г. В него представя на домакинята в 30-те Джо Джеф, чийто съпруг бяга с младата си секретарка. Тя е ухажвана от различни представителни мъже, когато съпругът ѝ се връща и се опитва да я спечели обратно. Романът е оценен от критиката за доброто съчетание на британски хумор, романтика и сюжетна линия.
Вторият ѝ роман „Досиета „Бивши гаджета“ е издаден през 2002 г. На моделка Фей Паркър ѝ предстои брак с изгряващия мастър шеф Марк, в разкошен хотел – старинен замък във френските Алпи, а по идея на бъдещия ѝ съпруг всеки кани бившите си гаджета. Фей решава да прекара една послесдна нощ с чаровен вепознат от лондонски бар ..., който неочаквано се появява на сватбата без да го е канила, и Фей ще трябва да се справи с това.
Джейн Мур живее със семейството си в Лондон.

## Произведения

### Самостоятелни романи
- Fourplay (2001)
- The Ex-files (2002)
Досиета „Бивши гаджета“, изд.: „Унискорп“, София (2006), изд. „Санома Блясък България“ (2011), прев. Михаела Михайлова
- Dot.Homme (2004) – издаден и като „Love @ First Site“
- The Second Wives Club (2006)
- Perfect Match (2008)
- Love is On the Air (2010)

## Филмография
като автор на документални филми за телевизиите
- The Beckhams (2004)
- Spoilt Children (2004)
- Mothers Who Leave (2004)
- Supermarket Secrets (2005)
- Dispatches—What's Really in Your Christmas Dinner? (2005)
- Dispatches—Fast Food (2006)
- Grumpy Old Women (2005 – 06)

като актриса
- 2006 – 2007 Annually Retentive – тв сериал, 12 епизода
- 2017 The Upside